# Verger armatus
Verger armatus is een schietmot uit de familie Limnephilidae. De soort komt voor in het Neotropisch gebied.